# Pharyngodictyon reductum
Pharyngodictyon reductum is een zakpijpensoort uit de familie van de Ritterellidae. De wetenschappelijke naam van de soort is voor het eerst geldig gepubliceerd in 1906 door Sluiter.